# 火燒島 (堡里)
火燒島，是台灣東部自清治時期至日治初期的一個行政區劃，其範圍即今台東縣的綠島鄉。
火燒島四面環海，向西距離最近者為台灣本島的南鄉。

## 管轄街庄
火燒島共轄3個庄：
- 今綠島鄉境內：中藔庄、南藔庄、公館庄